# Van Cortlandt Park
Le Van Cortlandt Park est un grand espace vert situé dans l'arrondissement du Bronx, à New York. Sa surface de 4,6 km2 en fait le second plus grand parc de la ville, non pas derrière Central Park, mais derrière le Pelham Bay Park, lui aussi situé dans le Bronx, et devant le Flushing Meadows-Corona Park. Il est géré, à l'instar des autres espaces verts de la ville par le New York City Department of Parks and Recreation.

## Présentation
Le parc a été nommé à la mémoire de Stephanus Van Cortlandt, qui fut le premier maire de New York à être né sur le sol américain, à la fin du XVIIe siècle. La famille Van Cortlandt était également très influente durant la période de colonisation menée par les Anglais et les Néerlandais. Le plus vieux bâtiment du Bronx, le Van Cortlandt House Museum, est situé dans le parc. Il comprend le terrain de golf le plus ancien des États-Unis : il date de 1895. 
Ouvert en 1888, le parc fut en grande partie aménagé à cette époque, mais certaines zones furent laissées à leur état naturel. Dans les années 1930, la création de la Henry Hudson Parkway et de la Mosholu Parkway changea l'aspect du parc, à présent parcouru par ces axes routiers importants, dont la construction nécessita l'aménagement d'un marais. Dans les années 1970, la crise financière de New York contribua au délabrement du parc. Cependant, à partir des années 1990, des fonds furent alloués qui permirent d'effectuer sa restauration.

## Description
Ses caractéristiques naturelles comprennent le ruisseau Tibbetts, le lac Van Cortlandt, plus grand lac d'eau douce du Bronx (7,3 ha), des forêts anciennes et des affleurements de gneiss Fordham et de marbre Inwood. Il y a plusieurs forêts anciennes avec des espèces d'arbres tels que le chêne noir, le caryer, le hêtre, le bouleau, l'érable rouge et le tulipier. Les forêts contiennent aussi des dindes sauvages, buses à queue rousse, grands-ducs, chauves- souris, tamias rayés, écureuils gris de l'Est, marmottes, lapins à queue blanche de l'Est, mouffettes rayées, ratons laveurs d'Amérique du Nord, opossums de Virginie, cerfs de Virginie et coyotes de l'Est. De plus, plus de 130 espèces de papillons peuvent être trouvées dans le parc.

## Installations sportives
Les installations sportives de Van Cortlandt Park comprennent des terrains de golf et plusieurs kilomètres de sentiers pour la course, ainsi que des installations pour le baseball, le basket-ball, le cricket, le cross-country, le football américain, l'équitation, la crosse, le rugby, le football, le softball, la natation, le tennis et la piste. Le parc contient également cinq grands sentiers de randonnée et d'autres sentiers pédestres.
Le parc accueille régulièrement des épreuves de cross-country.

## Galerie d'images

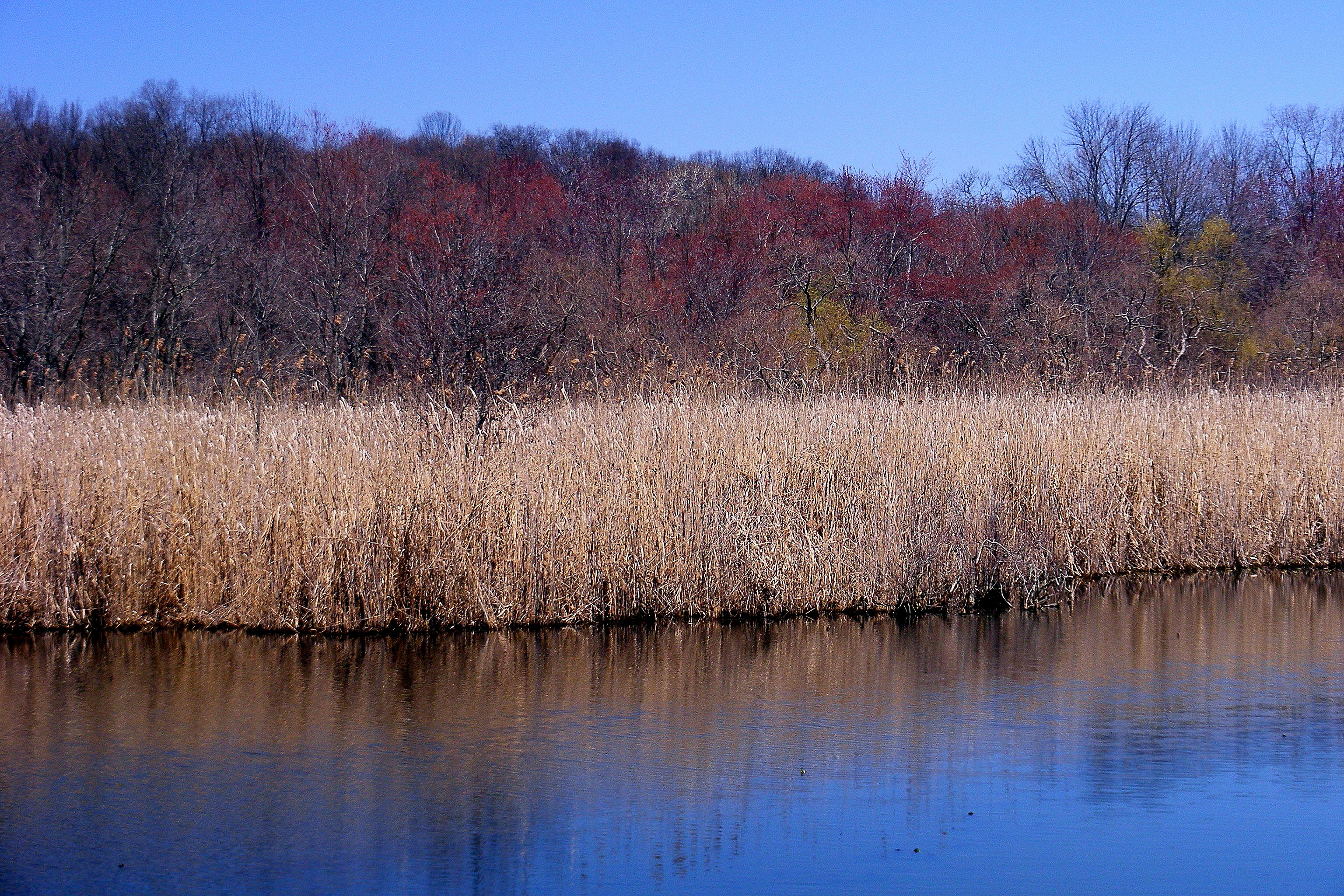
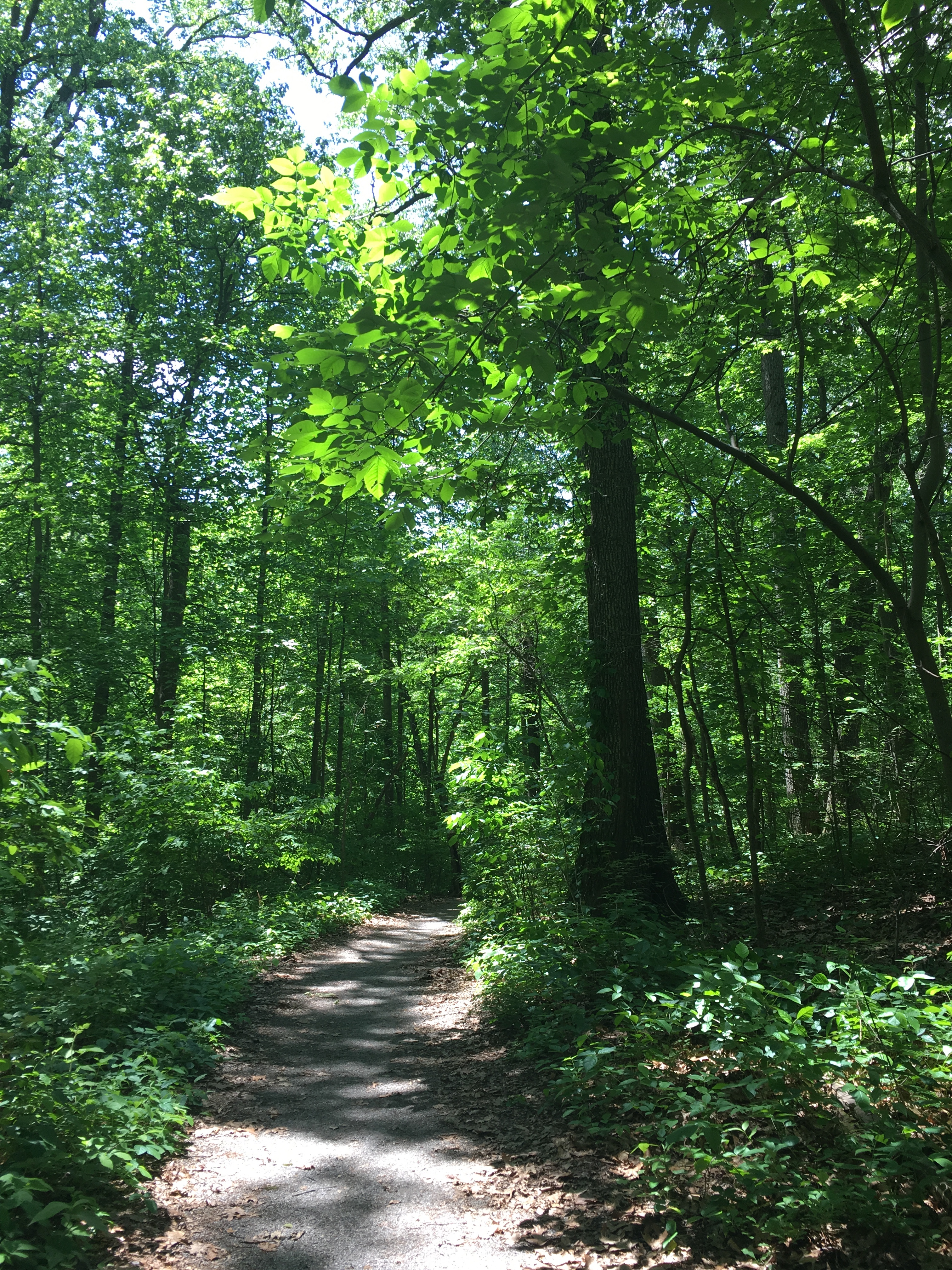
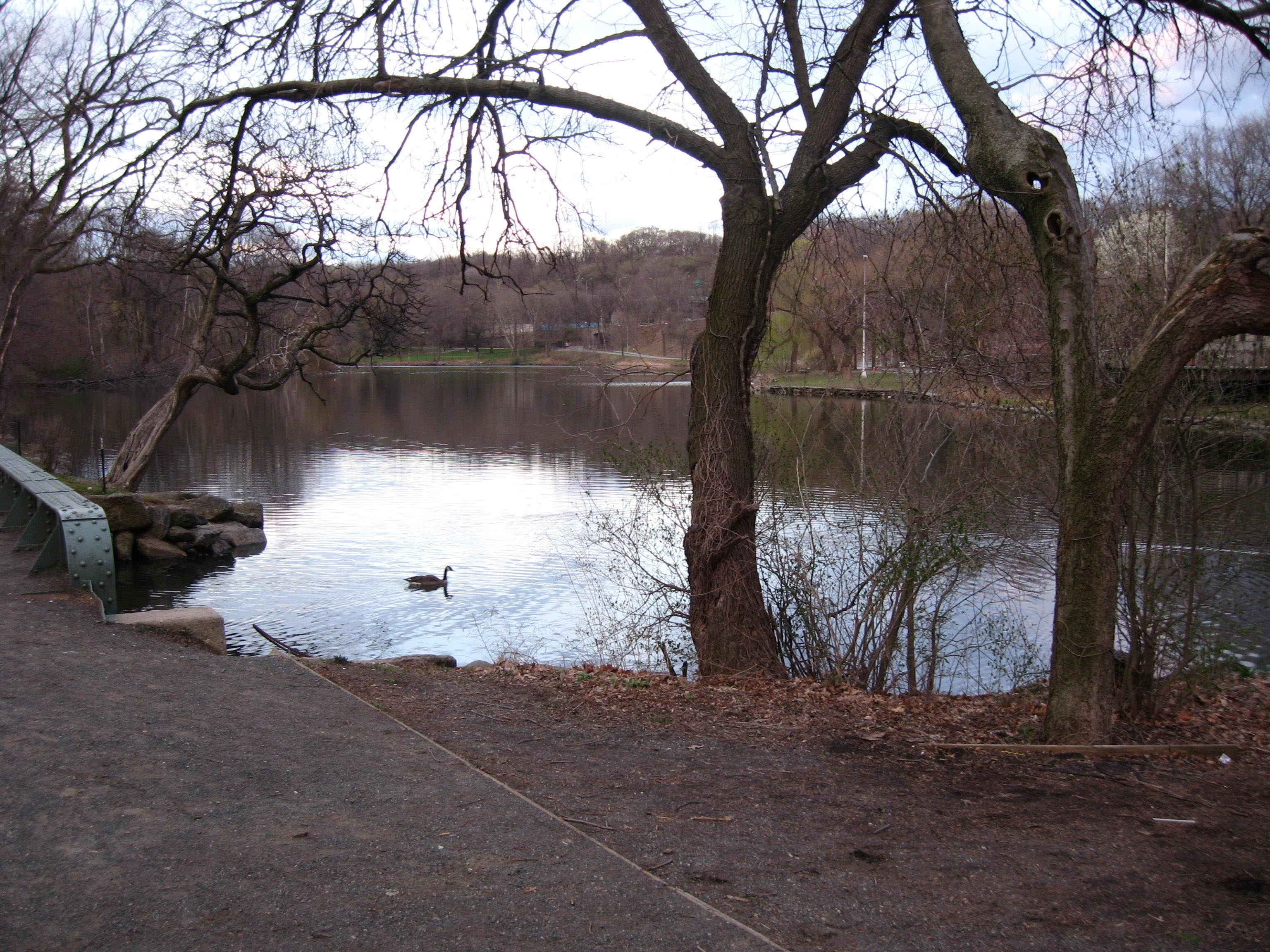
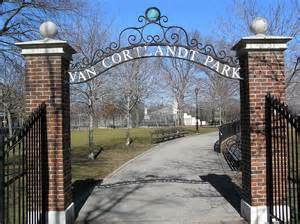
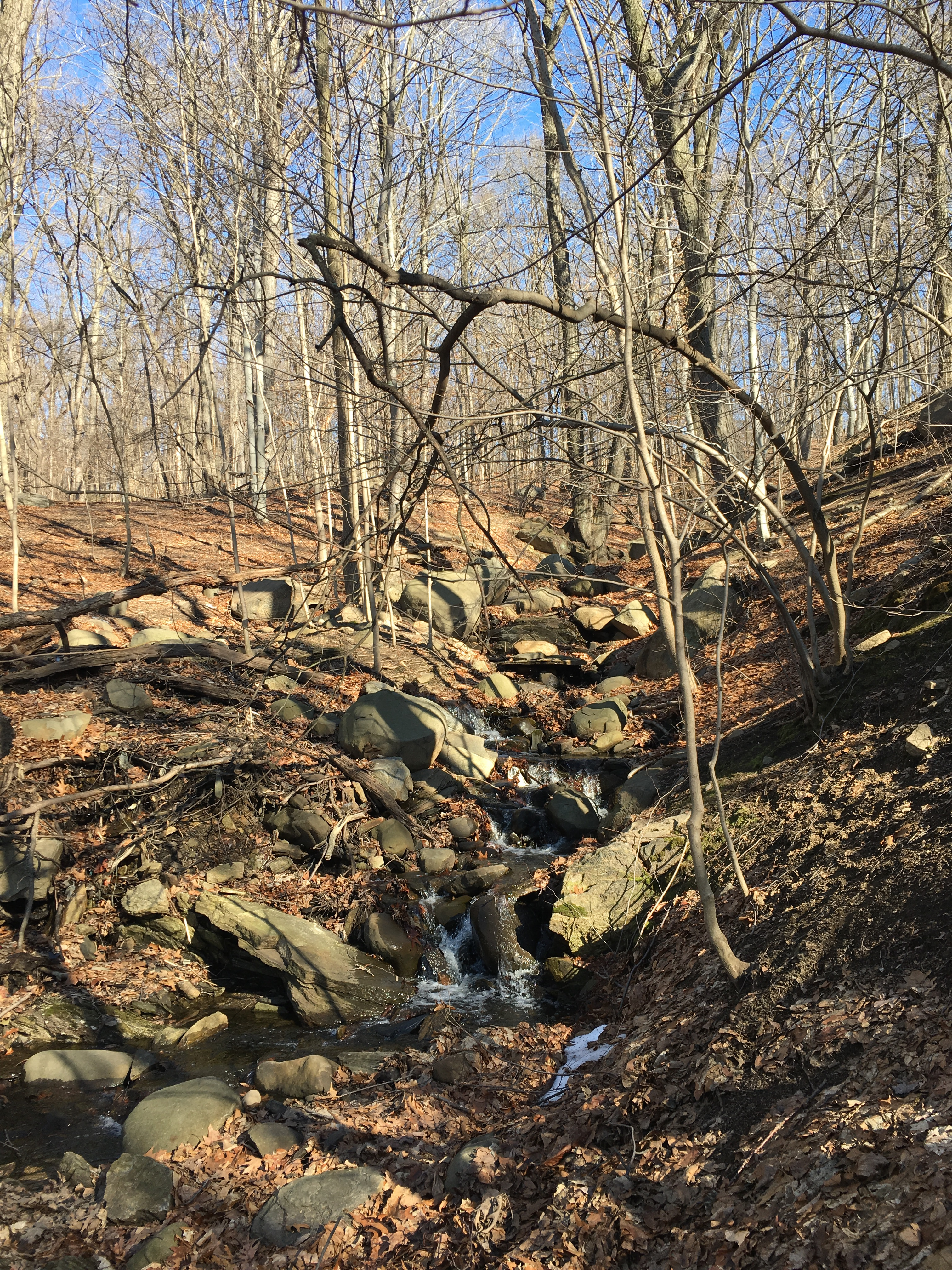